# Ельжбета Луція Сенявська
Ельжбета Луція Сенявська (до шлюбу Ґостомська; 13 грудня 1573 — 20 вересня 1624, Радавець) — польська шляхтянка та меценатка. Фундаторка костелу єзуїтів у Львові, монастиря бенедиктинок у Сандомирі.

## Життєпис
Єдина донька равського воєводи Анзельма Ґостомського та його четвертої дружини Зофії — ревної римо-католички, дочки сохачівського каштеляна Пйотра Щавіньського.
Змалку була побожною, читала релігійні книги, зокрема, улюблену — «Путівник грішників» Луїса (Людовика) з Гренади. З 1587 чи 1588 року перебувала під опікою королеви Анни Ягеллонки — матір остерігалась за вродливу, багату дочку. Брала участь у релігійних практиках королеви, мала її симпатію.
Після смерті чоловіка — Прокопа Сенявського — зосередилась на особистому вдосконаленні, збільшенні віри, релігійності оточення. На дворі мала два світські книжники, два єзуїти; встановила обов'язкове відвідування встановлених нею форм культу, не допускала серед оточення забав, танців, світської музики. Розробила власний порядок релігійних занять для дворян, челяді. Сторонилася всіх випадків товариськости, крім весілля Сигізмунда ІІІ Вази, чиєю прихильницею була, під час рокошу організувала цілорічні молитви, набоженства. Під впливом єзуїта Каспера Нагая прийняла практики Іґнатія Лойоли, збільшуючи власну аскетичність. Піддавалась бичуванню, носінню волосяниці, каліченню, суворо постила. Багато молилась, часто мала нічні чування. Такий спосіб життя призвів до виснаження організму, частих хвороб, через сором'язливість не вдавалась до порад лікарів. Дбала про пишність храмів, урочистість відправ, хотіла, щоб якомога більше підданих, слуг брали участь у них; слуг одягала в нові строї. Хотіла, щоб у відправах брали участь священики-уніяти, яких обдаровувала коштовним одягом. Колекціонувала мощі святих. Усувала з маєтків православних священиків. Після таємної поїздки з доньками з Ратного до Хелмна мала вдячне паломництво до монастиря біля Ченстохови, де на знак вдячності залишила виготовлені копії зображення дочок-черниць, їх волосся, обстрижене нею власноруч.
21 вересня 1617 року на Луку напали татари; вона втекла, переховувалась в болотистих чащах біля Дністра. Її піймали 23 вересня, вдарили шаблею — знепритомніла; від утоплення в річці врятували селяни. Перебралася до Стрия, запросила доньку, довго хворіла. Наступного року відбула паломництво до Ченстохови через обітницю в момент загрози життю.
З релігійних причин вороже ставилася до євреїв. Після акту зневаги єврейської молоді над статуєю Ісуса в Ратному у 1623 році, незважаючи на заступництво багатьох осіб, також духовних, примусила їх старших на власних плечах принести шибеницю, під якою відшмагали винних. Наказала челяді розібрати синагогу в Ратному після того, як юдеї не зменшили висоти будівлі після її наказу, бо була вищою костелу, церкви; на її місці почала будівництво костелу. У випадку переходу єврея на католицтво примушувала його співплемінників брати участь в обряді. Не дозволяла, щоб юдеї мали християнську службу.
З Ратного важко хвора приїхала на церемонію бенедикції Зофії на ігуменю кляштору в Ґурі 9 вересня 1624 року. В супроводі доньки виїхала до Любліна на пораду до лікаря. Померла в дорозі, тіло перевезли до костелу єзуїтів у Любліні, де відбулась жалобна відправа. Тіло перевезли до Львова, після триденної церемонії (почалась 14 січня 1625 року) була похована в тимчасовій каплиці; 1630 р. прах перенесли до крипти новозбудованого костелу єзуїтів (Львів). 1665 року нетлінні рештки Е. Л. Сенявської були перекладені в нову труну. Її надгробок, встановлений у костелі, було «усунуто» під час його реставрації 1740 року коштом коронного конюшого Юрія Станіслава Дідушицького та його дружини Маріанни Терези із Замойських.

### Маєтності, фундації
Добре розпоряджалася маєтностями, спільно з чоловіком (від 31 грудня 1592 року), потім сама господарювала в Ратненському старостві. Не дозволяла жовнірам глумитись над селянами, в разі необхідності могла виставити 800 озброєних людей. Щороку переказувала 100 чи 200 золотих для дому професів у Кракові. 1610 року фундувала парафію у Войнилові, може, тоді було збудовано тут шпиталь. Найчастіше перебувала в Ратному чи Луці (Войнилівська волость, Галицький повіт).
У 1597, 1603, 1605 роках надала кілька тисяч золотих для Львівського колегіуму єзуїтів. 1607 року для будівництва костелу єзуїтів Львова переказала 40 000 золотих, забезпечених на Добрянах, Бродах, Красові, виплативши першу рату 17 000, що дало можливість розпочати будівництво храму; наступні рати 14300 зол 22 січня 1613, 8700 зол 1616 року. 31 липня 1610 року була на посвяченні його наріжного каменя, не дозволила на ньому залишити своє ім'я. Генерал єзуїтів Клаудіо Аквавіва дипломом від 21 листопада 1610 року надав їй титул фундаторки колегіуму. Львівським єзуїтам переказала квоти 6500 золотих на купівлю кам'яниці 1613 року, в 1614, 1615 роках на друкарню, бібліотеку 1500 золотих разом. 1611 року в Ратному підписала заповіт, за ним для майбутнього костелу передавала зібрані багатий одяг, начиння.

### Сім'я
Чоловік — кальвініст Прокоп Сенявський, шлюб 1590 року, вибір королеви, родичів, яким була не дуже задоволена, одного разу сказала, що Бог «осадив її в гної». Дітей виховували католики, чоловік не чинив перешкод. Організувала пишну поховальну церемонію померлому чоловіку у Львові в костелі Божого тіла, де його поховали. Відмовлялася від повторного шлюбу, одному надокучливому претенденту погрожувала кинджалом, пістолем. З дочкою Зофією мала конфлікти, помирилися незадовго до смерті.